# Blessing Diala
Blessing Diala, née le 8 décembre 1989, est une footballeuse internationale équatoguinéenne. Elle évolue au poste d'attaquant.

## Biographie
Elle fait partie des 23 joueuses retenues pour disputer le Championnat d'Afrique féminin 2008 organisée en Guinée équatoriale, le Championnat d'Afrique féminin 2010 organisée en Afrique du Sud, puis la Coupe du monde 2011 qui se déroule en Allemagne, et enfin la Coupe d'Afrique des nations 2018 organisée au Ghana.